# Orthocyclops modestus
Orthocyclops modestus is een eenoogkreeftjessoort uit de familie van de Cyclopidae. De wetenschappelijke naam van de soort is voor het eerst geldig gepubliceerd in 1883 door Herrick.